# Nová Ves (Libereci járás)
Nová Ves település Csehországban, Libereci járásban. Nová Ves Chrastava, Mníšek, Frýdlant és Liberec településekkel határos. Lakosainak száma 929 fő (2024. január 1.).

## Népesség
A település lakosságának változását az alábbi diagram mutatja:
| Lakosok száma | 1953 | 1794 | 1588 | 891  | 738  | 656  | 866  | 861  | 897  | 929  |
|               | 1869 | 1890 | 1921 | 1950 | 1980 | 2001 | 2017 | 2019 | 2022 | 2024 |